# Ligue Antilles
La Ligue Antilles è una competizione calcistica che mette a confronto annualmente le migliori formazioni dei campionati della Martinica e della Guadalupa. La competizione è stata creata allorché i club dei due territori coinvolti non hanno più potuto prendere parte al CFU Club Championship. La squadra che vince il torneo si aggiudica il Trophée Mutuelle Mare Gaillard.

## Formato
Alla manifestazione partecipano 8 squadre, le migliori 4 piazzate del Championnat de Division d'Honneur de Martinique e del Championnat de Guadeloupe Division d'Honneur.
I quarti di finale e le semifinali si svolgono con la formula della doppia gara (andata e ritorno) mentre la finale valevole per il titolo si svolge in gara unica.

## Albo d'oro
| Anno            | Campione             | Risultato       | Finalista                 | Luogo della Finale                        | Note          |
| --------------- | -------------------- | --------------- | ------------------------- | ----------------------------------------- | ------------- |
| 2004 (Dettagli) | Club Franciscain     | 2 - 2 (5-4 dcr) | AS Gosier                 | Stade de Dillon, Fort-de-France           | [ 1 ]         |
| 2005 (Dettagli) | Club Franciscain     | 1 - 0           | RC Rivière-Pilote         | Stade de Dillon, Fort-de-France           | [ 2 ]         |
| 2006 (Dettagli) | RC Rivière-Pilote    | 3 - 0           | Club Franciscain          | Stade de Dillon, Fort-de-France           | [ 3 ]         |
| 2007 (Dettagli) | Club Franciscain     | 3 - 0           | RC Rivière-Pilote         | Stade Pierre Aliker, Fort-de-France       | [ 4 ]         |
| 2008 (Dettagli) | Club Franciscain     | 4 - 0           | AS Samaritaine            | Stade Pierre Aliker, Fort-de-France       | [ 5 ]         |
| 2009 (Dettagli) | AS Samaritaine       | 2 - 2 (7-6 dcr) | CS Moulien                | Stade Roger Zami, Le Gosier               | [ 6 ]         |
| 2010 (Dettagli) | Club Franciscain     | 3 - 1           | L'Etoile de Morne-à-l'Eau | Stade Louis Achille, Fort-de-France       | [ 7 ]         |
| 2011 (Dettagli) | L'Aiglon du Lamentin | 0 - 0 (5-4 dcr) | L'Etoile de Morne-à-l'Eau | Stade Fiesque Duchesne, Baie-Mahault      | [ 8 ]         |
| 2012 (Dettagli) | Club Colonial        | 2 - 1 (dts)     | Amical Club               | Stade Georges Gratiant, Lamentin          | [ 9 ]         |
| 2013 (Dettagli) | RC Rivière-Pilote    | 1 - 0 (dts)     | L'Etoile de Morne-à-l'Eau | Stade Pierre Monnerville, Morne-à-l'Eau   | [ 10 ]        |
| 2014 (Dettagli) | CS Moulien           | 2 - 1           | RC Rivière-Pilote         | Stade Alfred Marie-Jeanne, Rivière-Pilote | [ 11 ] [ 12 ] |
| 2015 (Dettagli) | RC Rivière-Pilote    | 2 - 0           | CS Moulien                | Stade Cyrano Arrendel, Petit-Canal        | [ 13 ]        |
| 2016 (Dettagli) | CS Moulien           | 1 - 0           | Club Franciscain          | Stade Georges Gratiant, Lamentin          | [ 14 ]        |

## Vittorie per club
| Club                      | Vittorie | Secondi posti |
| ------------------------- | -------- | ------------- |
| Club Franciscain          | 5        | 2             |
| RC Rivière-Pilote         | 3        | 3             |
| CS Moulien                | 2        | 2             |
| AS Samaritaine            | 1        | 1             |
| L'Aiglon du Lamentin      | 1        | -             |
| Club Colonial             | 1        | -             |
| L'Etoile de Morne-à-l'Eau | -        | 3             |
| AS Gosier                 | -        | 1             |
| Amical Club               | -        | 1             |

## Vittorie per nazione
| Nazione   | Vittorie | Secondi posti |
| --------- | -------- | ------------- |
| Martinica | 11       | 6             |
| Guadalupa | 2        | 7             |